# Castello di Quistello
Il castello di Quistello era una roccaforte presumibilmente risalente al X secolo situata a Quistello, in provincia di Mantova.

## Collocazione e storia
Documenti storici informano che il centro abitato di Quistello si chiamava castellum, da cui si evince che esisteva un castello edificato prima dell'XI secolo a protezione delle invasioni degli Ungari in Italia, iniziate verso la fine del X secolo. La costruzione era imponente, con una cinta muraria dello spessore di sette metri e con torrioni agli angoli e un'alta torre al centro. Agli inizi dell'XI secolo la fortificazione venne ceduta all'abbazia di San Benedetto in Polirone e successivamente, verso il 1370, concesso a Ludovico I Gonzaga, signore di Mantova. Costui provvide a rafforzare il sistema difensivo, dotandolo di un'altra torre e di ponte levatoio.
Il castello venne abbattuto nel 1718 per disposizione dell'imperatore Carlo VI d'Asburgo e le pietre furono utilizzate per la costruzione della chiesa di San Bartolomeo.
Sopra una parte delle macerie del castello, nel 1906 fu costruito il Mulino Panina che nel 1999 venne venduto dalla famiglia ed abbattuto per costruire un condominio.